# Corruco de Algeciras
José Ruíz Arroyo, llamado Corruco de Algeciras, fue un célebre cantaor flamenco de principios de siglo XX. Nacido el 21 de enero de 1910 en la barriada de La Atunara, en La Línea de la Concepción. Sus padres se trasladaron a Algeciras antes de que cumpliera un año de edad.
Afamado cantaor, ortodoxo en las formas aunque tremendamente innovador, destaca sobre todo en su cante por fandangos, por los que se hizo tremendamente popular llegando incluso a grabar varios discos en la década de los treinta, alguno de ellos formando un dúo con otro cantaor algecireño llamado Miguel Gilabert: sin embargo su cante no se limitaba al fandango pues en sus grabaciones se encuentran palos tan variados como bulerías, siguiriyas, soleares, campanilleros o tarantas, muchos de ellos, compuestos por su amigo Paco de la Obra (Francisco de la Obra Martínez).
Sus letras, de hondo contenido social, se dice que provocaron que, al inicio de la guerra civil, tuviera que huir al frente republicano.
Murió en el Frente de Teruel, el 11 de abril de 1938, cuando sólo contaba con 28 años, durante la Batalla del Ebro. No obstante, hay autores que sostienen que batalló con el bando nacional. Actualmente está enterrado en Balaguer.